# Lac Terrien (Mékinac)
Pour les articles homonymes, voir Terrien.
Le lac Terrien (parfois désigné selon le patronyme « Therrien ») est situé dans le canton Marmier, dans la municipalité du Lac-aux-Sables, en la municipalité régional de comté de Mékinac, dans la région administrative de la Mauricie, au Québec, Canada.

## Géographie
Le lac Terrien est situé dans la Zec Tawachiche, en zone forestière. Le lac Terrien a la forme d'un grand S dans le sens nord-sud. Il s'alimente au nord par la décharge du lac Profond et au nord-est par celle du lac Quessi. Le lac Terrien est situé à 15 minutes de route de l'entrée de la zec, en empruntant le chemin Tawachiche-Est. Le chemin Tawachiche-Est contourne le lac Terrien par le côté est.
Aménagé par le gouvernement du Québec, un barrage est situé à l'exutoire du lac Terrien, du côté sud-ouest du lac, sur le parcours de la rivière Tawachiche. Initialement, ce barrage a été construit à l'embouchure du lac Terrien à l'automne 1933 par Veillette & Frères Ltée. Reconstruit en 1950, ce barrage de 29 m de longueur a été érigé dans le genre "contreforts de bois (chandelles)". Le barrage a une capacité de retenue de 512 500 m3 et une hauteur de retenue de 2,1 m. Son utilité est surtout pour la faune. La superficie du réservoir est de 25 ha et la superficie du bassin versant est de 31,1 km2. Le propriétaire du barrage est le Centre d'expertise hydrique du Québec.

## Principaux attraits
Depuis 2009, les amateurs d'escalade fréquentent la falaise de granite qui surplombe une tourbière et la rive ouest du lac Terrien. À plusieurs endroits, la falaise comporte une verticalité soutenue sur plus de 50 m, avec quelques enchaînements de près 100 m. Une embarcation est requise pour atteindre le pied de la falaise dont l'orientation est sud-sud-est ; ce qui permet d'y faire de l'escalade de mars à novembre. Le cap Tawachiche a hérité d'une légende amérindienne qui transcende dans les noms des cinq secteurs de la falaise : Tomahawk (sections Chamane, Grand-duc, Totem), été indien, Attimakekw, Wometaci et Maskwaaskwaaskwa.

## Toponymie
Le toponyme « lac Terrien » a été inscrit le 5 décembre 1968 à la Banque des noms de lieux de la Commission de toponymie du Québec.
Le toponyme « barrage Terrien » a été inscrit le 24 janvier 2002 à la Banque des noms de lieux de la Commission de toponymie du Québec.